# Gosen
Pour la ville d'Allemagne, voir Gösen.
Gosen (五泉市, Gosen-shi) est une ville située dans la préfecture de Niigata, sur l'île de Honshū, au Japon.

## Géographie

### Situation
Gosen est située dans le centre de la préfecture de Niigata.

### Municipalités limitrophes
| Tagami | Niigata | Agano |
| Kamo   | Gosen   | Aga   |
| Sanjō  | Aga     | Aga   |

### Démographie
Au 1er janvier 2018, la population de Gosen s'élevait à 51 290 habitants (52 % de femmes), répartis sur une superficie de 35 187 km2.

### Hydrographie
Gosen est traversée par le fleuve Agano.

## Histoire
Le bourg de Gosen a été créé le 1er avril 1889. Il a acquis le statut de ville en 1954 après l'intégration des villages de Sumoto, Kawahigashi et Hashida. En 2006, le bourg de Muramatsu fusionne avec Gosen.

## Transports
La ville est desservie par la ligne Ban'etsu Ouest de la JR East.

## Symboles municipaux
L'arbre symbole de Gosen est le sakura, et sa fleur symbole la fleur de pivoine moutan.

## Personnalités liées à la ville
- Sawao Katō (né en 1946), gymnaste
- Yoshifumi Kondō (1950-1998), animateur